# Hopea sulcata
Espèce
Statut de conservation UICN

 NT  : Quasi menacé
Hopea sulcata est une espèce de plantes du genre Hopea de la famille des Dipterocarpaceae.